# Куртушибинский хребет
Куртушиби́нский хребе́т — горный хребет на границе Тувы и Красноярского края России, южная ветвь системы Западного Саяна.
Протяжённость хребта составляет около 200 км (от долины верхнего течения Енисея на западе до истоков реки Ус на северо-востоке). На юго-западе и северо-востоке высоты превышают 2000 м. Высшая точка — гора Беделиг (2492 м). Вершины хребта округлые, уплощённые, склоны большей частью средней крутизны. Сохранились следы древнего оледенения: кары (часто с озёрами), троговые долины, моренные гряды.
Хребет сложен главным образом кристаллическими сланцами, туфами, известняками и кварцитами, прорванными интрузиями перидотитов и гранитов. Склоны покрыты лиственничными и кедровыми лесами, в южной части — степи, на вершинах — горная тундра и каменные развалы.
Центральная часть хребта немного понижена, через неё проходит Усинский тракт.

## Топографические карты
- Лист карты M-46-5 Одич. Масштаб: 1 : 100 000. Издание 1974 г.